# Discocactus pseudoinsignis
Discocactus pseudoinsignis ist eine Pflanzenart aus der Gattung Discocactus in der Familie der Kakteengewächse (Cactaceae). Das Artepitheton pseudoinsignis leitet sich vom griechischen Wort pseudo für ‚falsch‘ und der Ähnlichkeit mit der Art Discocactus insignis ab.

## Beschreibung
Discocactus pseudoinsignis wächst einzeln mit hellgrünen, abgeflacht kugelförmigen Körpern, die Wuchshöhen von bis zu 8 Zentimetern und Durchmesser von bis zu 21 Zentimetern erreichen. Es sind 12 bis 13 gerade Rippen vorhanden, bei denen die Höcker kaum erkennbar sind. Die kräftigen, stechenden Dornen sind dunkel rötlich bis schwarz und vergrauen im Alter. Die Mehrzahl von ihnen ist gerade, einige sind jedoch gebogen. Der meist abstehende einzelne Mitteldorn wird bis zu einem Zentimeter lang. Die 5 Randdornen sind zwischen 2,5 und 3,2 Zentimeter lang. Von ihnen ist einer abwärts gerichtet. Das aus weißer Wolle und dunkelbraunen, bis 3,2 Zentimeter langen Borsten gebildete halbkugelförmige Cephalium wird bis zu 5 Zentimeter hoch und erreicht einen Durchmesser von 9 bis 10 Zentimetern.
Die röhren- bis trichterförmigen Blüten sind bis zu 7,5 Zentimeter lang. Die keulenförmigen Früchte sind weißlich bis etwas rosa weiß. Sie erreichen eine Länge von 3,2 bis 4,5 Zentimetern und Durchmesser von 5 bis 9 Millimetern.

## Verbreitung, Systematik und Gefährdung
Discocactus pseudoinsignis ist im brasilianischen Bundesstaat Minas Gerais in Höhenlagen von 700 bis 1200 Metern verbreitet.
Die Erstbeschreibung erfolgte 1991 durch Nigel Paul Taylor und Daniela Cristina Zappi. Es handelt sich hierbei um eine formale Neubeschreibung für eine Art, die lange unter dem Namen Discocactus insignis Pfeiff. bekannt war. Aus nomenklatorischen Gründen war dieser Name aber nicht weiter für diese Art anwendbar.
Discocactus pseudoinsignis wird in Anhang I des Washingtoner Artenschutz-Übereinkommen geführt. In der Roten Liste gefährdeter Arten der IUCN wird sie als „Endangered (EN)“, d. h. stark gefährdet eingestuft.

## Nachweise